# Anamera gigantea
Anamera gigantea är en skalbaggsart som beskrevs av Stefan von Breuning 1935. Anamera gigantea ingår i släktet Anamera och familjen långhorningar.
Artens utbredningsområde är Pakistan. Inga underarter finns listade i Catalogue of Life.